# Parasteatoda
Parasteatoda is een geslacht van spinnen uit de  familie van de Theridiidae (kogelspinnen).

## Soorten
- Parasteatoda angulithorax (Bösenberg & Strand, 1906)
- Parasteatoda asiatica (Bösenberg & Strand, 1906)
- Parasteatoda brookesiana (Barrion & Litsinger, 1995)
- Parasteatoda campanulata (Chen, 1993)
- Parasteatoda camura (Simon, 1877)
- Parasteatoda celsadomina (Zhu, 1998)
- Parasteatoda cingulata (Zhu, 1998)
- Parasteatoda culicivora (Bösenberg & Strand, 1906)
- Parasteatoda daliensis (Zhu, 1998)
- Parasteatoda decorata (L. Koch, 1867)
- Parasteatoda ducta (Zhu, 1998)
- Parasteatoda ferrumequina (Bösenberg & Strand, 1906)
- Parasteatoda galeiforma (Zhu, Zhang & Xu, 1991)
- Parasteatoda gui (Zhu, 1998)
- Parasteatoda hammeni (Chrysanthus, 1963)
- Parasteatoda hatsushibai Yoshida, 2009
- Parasteatoda japonica (Bösenberg & Strand, 1906)
- Parasteatoda jinghongensis (Zhu, 1998)
- Parasteatoda kaindi (Levi, Lubin & Robinson, 1982)
- Parasteatoda kompirensis (Bösenberg & Strand, 1906)
- Parasteatoda lanyuensis (Yoshida, Tso & Severinghaus, 2000)
- Parasteatoda longiducta (Zhu, 1998)
- Parasteatoda lunata (Clerck, 1757)
  - Parasteatoda lunata serrata (Franganillo, 1930)
- Parasteatoda mundula (L. Koch, 1872)
  - Parasteatoda mundula papuana (Chrysanthus, 1963)
- Parasteatoda oculiprominens (Saito, 1939)
- Parasteatoda oxymaculata (Zhu, 1998)
- Parasteatoda polygramma (Kulczyński, 1911)
- Parasteatoda quadrimaculata (Yoshida, Tso & Severinghaus, 2000)
- Parasteatoda ryukyu (Yoshida, 2000)
- Parasteatoda simulans (Thorell, 1875)
- Parasteatoda songi (Zhu, 1998)
- Parasteatoda subtabulata (Zhu, 1998)
- Parasteatoda subvexa (Zhu, 1998)
- Parasteatoda tabulata (Levi, 1980)
- Parasteatoda tepidariorum (C. L. Koch, 1841)
  - Parasteatoda tepidariorum australis (Thorell, 1895)
- Parasteatoda tesselata (Keyserling, 1884)
- Parasteatoda transipora (Zhu & Zhang, 1992)
- Parasteatoda triangula (Yoshida, 1993)
- Parasteatoda valoka (Chrysanthus, 1975)
- Parasteatoda vervoorti (Chrysanthus, 1975)
- Parasteatoda wau (Levi, Lubin & Robinson, 1982)